# 埃克勒
埃克勒（法語：Écleux，法語發音：[eklø]）是法国汝拉省的一个市镇，位于该省东北部，属于多勒区。

## 地理
埃克勒（46°59'56"N, 5°44'15"E）面积6.2 平方千米，位于法国勃艮第-弗朗什-孔泰大區汝拉省，该省份为法国东部内陆省份，北起上索恩省，西北接科多尔省，西临索恩-卢瓦尔省，南至安省，东与杜省和瑞士接壤。
与埃克勒接壤的市镇（或旧市镇、城区）包括：卢河畔希塞、尚布莱、阿瓦勒新城、维莱法莱。
埃克勒的时区为UTC+01:00、UTC+02:00（夏令时）。

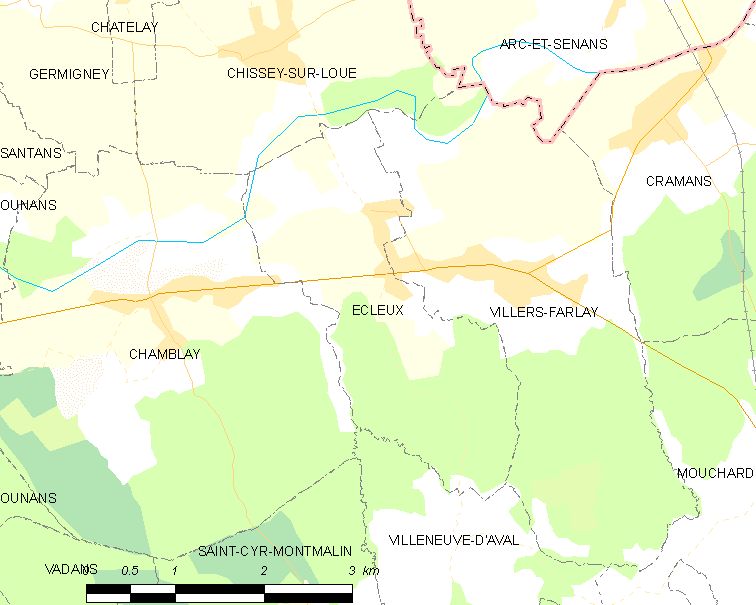
埃克勒的OSM定位图

## 行政
埃克勒的邮政编码为39600，INSEE市镇编码为39206。

## 政治
埃克勒所属的省级选区为蒙苏沃德雷县。

## 人口

1962-2008年间埃克勒人口变化图示

埃克勒于2022年1月1日时的人口数量为217人。

## 交通
汝拉省省道D14线、D93线和D472线经过境内。